# 佐野氏
佐野氏（さのし）は、平安時代末期から江戸時代初期にかけて下野国を中心に栄えた一族。

## 歴史

### 出自
秀郷流の系統。藤姓足利氏（源姓の足利氏とは別）庶流 。足利有綱（俊綱の弟）の子で下野国安蘇郡佐野庄に土着した佐野基綱より始まる。
佐野荘は藤姓足利氏の足利家綱が立券したとみられ、家綱の次子・佐野成俊へ相続され、甥の基綱が継承した。基綱は成俊の養子となったとみられる。

### 鎌倉時代
本宗である藤姓足利氏当主足利忠綱が志田義広と手を組んだのに対し、基綱は早くから源頼朝に味方したため、頼朝によって藤姓足利氏の嫡流が滅亡したのちも、鎌倉幕府の御家人として勢力を維持した。
また佐野庄は庄内を流れる秋山川の上流と下流で分かれていたとみられ、上流の上佐野に分家、総領家は下流域中心に支配したとみられる。『尊卑分脈』・「続群書類従」などの佐野系図でも、佐野基綱の次代から大きく国基の系統と景綱の系統に分かれており、これが分裂を示している証ともされる。江田は総領が国基系、上佐野を景綱系とする。また上佐野以外にも庶家（岩崎・小見・船越・戸室・田沼）が広がっていった。
承久3年（1222年）に発生した承久の乱では、幕府方として参加し戦功を立て、佐野太郎と七郎入道が淡路国に上皇方の旧領を得ている（「淡路国太田文」）。『栃木県史 資料編中世5』では佐野太郎を基綱とするが、『田沼町史』は年齢差があるとして国綱の時代としている。
宝治元年（1247年）、宝治合戦において三浦氏に与し、佐野左衛門尉（実綱？景綱？）・その子の佐野太郎（成綱？景綱の子？）・佐野小五郎（宗綱？または宗綱の子か）の3名が討死、幕法に照らして本領以外は没収されたと推測され、総領家は一時没落した。
文永9年（1272年）から正中2年（1325年）にかけて訴状などの古文書が残り、佐野安房弥太郎増綱や義綱・顕綱の名前が見える。増綱は柳田や『田沼町史』が成綱の子・船越増綱と推測しているが、後の2人は系図上に見えない。
元弘元年（1331年）9月の笠置山の戦いでは、鎌倉幕府方として佐野安房弥太郎が見える（『太平記』）。

### 室町時代前期
鎌倉幕府の滅亡から建武の新政の時期の動向ははっきりしない。建武2年（1335年） ～ 建武3年（1336年）には佐野義綱と佐野一王丸が北朝方で活動していたのが「佐野義綱軍忠状」・「佐野安房一王丸軍忠状」（「落合文書」）で分かる。義綱は南朝方の同族・阿曽沼氏などと戦い、建武3年（1336年）11月3日に戦死し、跡をその子・一王丸が継ぎ、斯波氏に従っている。また佐野氏綱が、高師直の配下として四條畷の戦いや大和・吉野の戦いに参加している。
また氏綱の子・佐野太郎四郎秀綱は、足利義詮に従って貞治5年（1366年）越中国に所領を与えられた。秀綱は名乗りから総領系とみられる。また文和4年（1355年）佐野越前守師綱は佐野庄内の釜谷村・荒居村を押領し、佐々木道誉から訴えられている。江田によれば、師綱は上佐野系の分家出身で、本領の佐野庄は上佐野系が勢力を持ち、本宗家（国基系）は越中へ拠点を移したと考えられるとしている。
応永23年（1416年）、上杉禅秀の乱が起こると、佐野氏は持氏方として残党処理を行っている。一方、『鎌倉大草紙』には一族と思われる佐野佐馬助が禅秀方で見える。
永享の乱および結城合戦での佐野氏の動向は不明。ただし持氏に近く反上杉の傾向だったと推測される。
享徳の乱では佐野氏は古河公方足利成氏方に属した。しかし寛正2年（1461年）、岩松持国が子・次郎とともに上杉方に転じると動揺、同4年に佐野氏も幕府方へ転じている。
また柳田は後代に残った系図から、佐野家総領は、国基系から上佐野の分家、さらに西佐野を領した分家、最後に岩崎系（岩崎氏）へと移ったとみなしている。

### 室町時代後期
戦国時代になると、「中興の祖」と呼ばれる佐野盛綱が出て、周辺へ勢力を拡大していった。佐野家の分裂は盛綱の下で解消されていたとみられる。
古河公方の足利義氏が後北条氏（小田原北条氏）に軟禁されるなど衰退したため、佐野氏も後北条氏の影響下におかれるようになり、そのため後北条氏と敵対する関東管領上杉謙信の侵略に、たびたびさらされるようになった。佐野豊綱・佐野宗綱の代には一定の独立した勢力を保ち、天正10年（1582年）に織田家の滝川一益が上州入りを果たすと一族の天徳寺宝衍（佐野房綱）がその側近となり、佐野氏は織田家に通じた。滝川氏が敗れた神流川の戦いにも佐野氏は参加している。
滝川氏が敗れ、上野国に後北条氏が進出すると、それに反発した佐野氏は後北条方との対立を深め、天正13年（1585年）に後北条方の長尾顕長と戦うが、この合戦で当主佐野宗綱が戦死してしまった。宗綱には娘しか無く、その婿たる後継の養子先について家中は佐竹氏派と後北条氏派に分裂した。結局、後北条氏から養子（北条氏忠）を迎えその傘下となったが、それに反発した天徳寺宝衍や山上道及ら佐野家中の佐竹氏派の重臣が出奔している。その後、天正18年（1590年）の豊臣秀吉による小田原北条氏追討の争い（小田原征伐）に際し、実家の北条氏側に付いた佐野（北条）氏忠は本家共々降伏した。天徳寺宝衍が出奔後に豊臣秀吉へ仕えていたため、佐野家の家督は房綱およびその養子佐野信吉が継承し、大名として存続した（佐野藩）。
しかし、慶長19年（1611年）、信吉実兄の富田信高改易に連座および自身の不行跡を理由として、佐野信吉は改易処分となり、信濃国松本に配流され、大名としての佐野氏は終焉した。のちに信吉は許され、嫡子・久綱の子孫が江戸幕府旗本寄合3500石として幕末に至った。信吉の次子・公當は兄の久綱から分与を受け、この系統も旗本として存続した。

## 下野佐野氏の一族
岩崎氏
佐野荘の岩崎城城主。佐野氏の分家で家臣。柳田はこの系統から戦国時代の佐野氏が出たとする。黒田も、盛綱以来の佐野氏および分家の桐生佐野氏は岩崎氏から出たとする。佐野房綱時代の当主・岩崎吉十郎久長は、佐野宗綱の娘（佐野信吉室の妹）を娶り、養子・信吉と不仲だった主君・佐野房綱から佐野家代々の古文書等を渡されたという（「蓼沼文書」）。岩崎吉十郎の跡は佐野信吉の子・重春（母は佐野信吉室ではない）が継いだ。
田沼氏
佐野荘の田沼城の領主。田沼重綱が祖。分家した時期に諸説ある。田沼意次はこの系統の子孫と称している。
小見氏
小見是綱が祖。分家した時期に諸説ある。「寛政譜」によると、旗本に是綱の末裔を称する佐野家があり、是綱が北畠顕家・顕能に仕え、伊勢国河曲郷に領地を得て土着したという。ただし佐野忠次（北畠具教と徳川家康に仕える）の曾祖父・式部より前の系図が中絶しており、是綱との繋がりは不詳である。
桐生佐野氏
桐生郷（現・桐生市周辺）を領した佐野氏の分家。のちに桐生氏に改めた。

## 他の藤原秀郷流の佐野氏
藤原秀郷流の旗本佐野氏
下野佐野一族とは秀郷を祖と主張することのみ共通し、系図上での繋がりは確認されない。
- 佐野半四郎政重の家系
本国は美濃国。森忠政に仕えた半四郎政重が祖であり、それ以前は不詳。子の半四郎政秀が豊臣秀勝、次いで家康に仕え旗本となった。政秀は大名仙石秀久の娘を室としている。政秀の長男の政成の代で無嗣断絶となったが、三男政一および四男政直も旗本であり、こちらは存続した。のち四男家が無嗣断絶し、三男家が幕末に至った（『寛政譜』）。

- 佐野与八郎正安の家系
三河譜代の家で、戦国時代に三河国下和田村を領して松平清康に仕えた佐野与八郎正安を祖とする。正安以前は不詳である（『寛政譜』）[10]。
分家を含め旗本に7家あった。のち分家1家が無嗣断絶した。また分家1家は天明4年（1784年）に佐野政言が田沼意次の子息、若年寄田沼意知刃傷事件を引き起こし改易された。ただし三田村鳶魚の日記によると、江戸末期、与八郎正安系の分家の者に政言の家の再興を認める沙汰が下りたが、幕末の混乱で再興はならなかったという[11]。

## 文学作品
室町時代に成立した謡曲『鉢の木』の主人公は佐野源左衛門尉常世である。北条時頼の廻国伝説を基にしたもので、「いざ鎌倉」という鎌倉武士の意気込みを現す話として教科書などにもよく取り上げられる。後世、彼の子孫が上記の佐野政言とする俗説も流布した。
なお佐野市内に源左衛門尉常世一族のものと称する墓があるが、柳田は常世のものではなく、下野佐野氏の初期の霊廟であったのではないかとする。

### 小説
- 伊東潤『見えすぎた物見』（『城を噛ませた男』収録の短編）